# Педру I (император Бразилии)
Педру I (порт. Pedro I; полное имя — Педру ди Алкантара Франсишку Антониу Жуан Карлуш Шавьер ди Паула Мигел Рафаэл Жоаким Жозе Гонзага Пашкуал Киприану Серафим де Браганса и Бурбон, порт. Pedro de Alcântara Francisco António João Carlos Xavier de Paula Miguel Rafael Joaquim José Gonzaga Pascoal Cipriano Serafim de Bragança e Bourbon; 12 октября 1798, Дворец Келуш, Келуш, Лиссабон, королевство Португалия — 24 сентября 1834, там же), известный также под прозвищами Освободитель (порт. O Libertador) и Король-Воин (порт. O Rei-Soldado), — основатель и первый император Бразильской империи (1822—1831). Король Португалии (1826—1828), регент при своей дочери Марии (1828, 1830—1834) как Педру IV (порт. Pedro IV).
Будучи четвёртым ребёнком и вторым сыном короля Португалии Жуана VI, после смерти своего старшего брата Педру был объявлен наследником династии Браганса. Когда в 1807 году в страну вторглись французские войска Наполеона I, семья была вынуждена бежать в Бразилию, крупнейшую колонию Португалии. Вспыхнувшая в 1820 году либеральная революция заставила Жуана вернуться в Португалию, оставив Педру править Бразилией. Подавив сопротивление бунтующих в колонии солдат, принц столкнулся с возможностью отзыва автономии у Бразилии и объявил о независимости страны от португальской короны и установлении конституционной монархии. Провозглашённый императором и защитником страны, Педру разгромил первые пропортугальские и сепаратистские движения. Однако дальнейшая попытка провинции Сисплатина отсоединиться от Бразильской империи оказалась успешной из-за поддержки Соединённых провинций Южной Америки и привела к образованию независимого Уругвая.
10 марта 1826 года умер отец Педру, оставив ему престол Португалии. Под давлением бразильской оппозиции Педру передал его своей малолетней дочери Марии и назначил своего брата Мигела её регентом. Но последний предал Педру и, изгнав Марию, объявил себя королём. Одновременно с этим скандальные любовные похождения Педру запятнали его репутацию. 7 апреля 1831 года под напором ультралиберальной фракции он отрёкся от бразильского престола в пользу принца Педру II и отплыл на британском корабле в Европу. В июне 1832 года Педру вторгся в Португалию и начал войну со своим братом, при этом он оказался вовлечён и в конфликт испанских либералов и сторонников абсолютизма. Он смог вернуть престол своей дочери, но заразился туберкулёзом и умер от него 24 сентября 1834 года в возрасте 35 лет.

## Ранние годы

### Происхождение и первые годы жизни

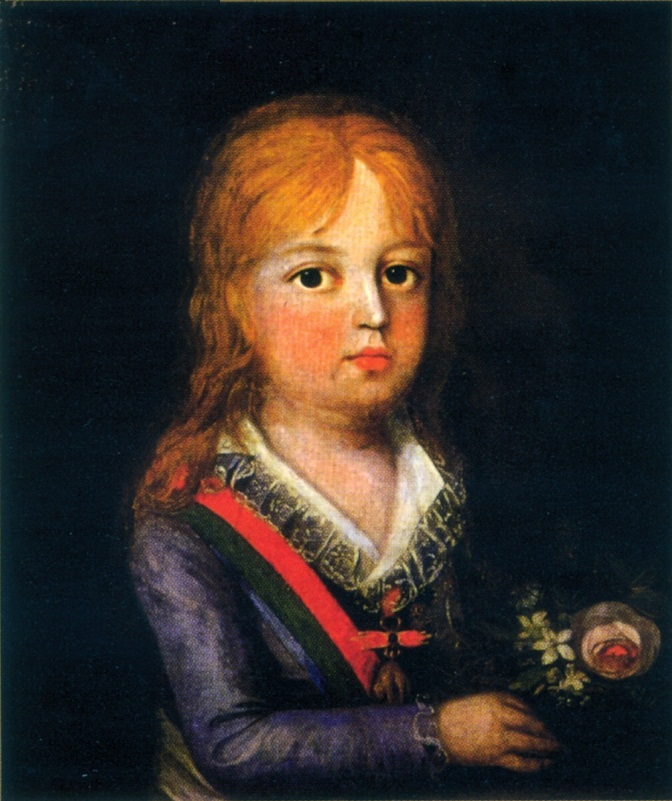
Дон Педру в возрасте двух лет. Портрет кисти Агустина Эстеве

Через своего отца, португальского принца Жуана (в дальнейшем — король Жуан VI), Педру был членом дома Браганса, младшей ветви династии Капетингов, которая правила Португалией с 1640 года, и внуком действующих короля и королевы Португалии Педру III и Марии I, которые, в свою очередь, приходились друг другу дядей и племянницей. Последнюю к моменту рождения Педру объявили неизлечимо сумасшедшей, в связи с чем принц Жуан исполнял обязанности регента от её имени. Мать будущего императора, Карлота Жоакина, была дочерью короля Испании, дона Карла IV из дома Бурбонов и тоже являлась близкой родственницей своему супругу, а также была очень молода (на момент заключения контракта ей было лишь десять лет). Из-за этого их брак стал возможен только после папской диспенсации. Педру был вторым мальчиком и четвёртым ребёнком в семье. Кроме старшего брата Франсишку Антониу у него были две старшие сестры, Мария Тереза и Мария Изабелла. Уже после рождения Педру у Жуана родились ещё 4 дочери, Мария Франсишка, Изабелла Мария, Мария Ассуано и Ана де Хесус, и сын Мигел.
Педру родился 12 октября 1798 года в 8 часов утра в Лиссабоне, во дворце Келуш, резиденции королей Португалии. В честь Петра Алькантрийского его назвали Педру ди Алкантара Франсишку Антониу Жуан Карлуш Шавьер ди Паула Мигел Рафаэл Жоаким Жозе Гонзага Пашкуал Киприану Серафим де Браганса и Бурбон. После смерти старшего брата Педру стал принцем Бейра и первым в очереди престолонаследия Португальского королевства.
Брак родителей Педру был несчастливым. Карлота Жоакина была очень амбициозной женщиной, которая любила свою династию больше своей новой семьи. Она стремилась продвигать на международной арене интересы Испании даже в ущерб интересам Португалии. Биографы Педру пишут, что при дворе её считали блудной женщиной, которая зашла так далеко, что даже спланировала убийство и свержение своего мужа в союзе с недовольной знатью Португалии. К 1804 году родители Педру окончательно разошлись. Жуан жил в дворце Мафра, а Карлота — во дворце Рамальо. Педру вместе со своими братьями и сёстрами жил во дворце Келуш вместе с бабушкой, вдали от родителей, встречаясь с ними лишь во время государственных мероприятий во дворце, когда они приезжали к детям.

### Образование

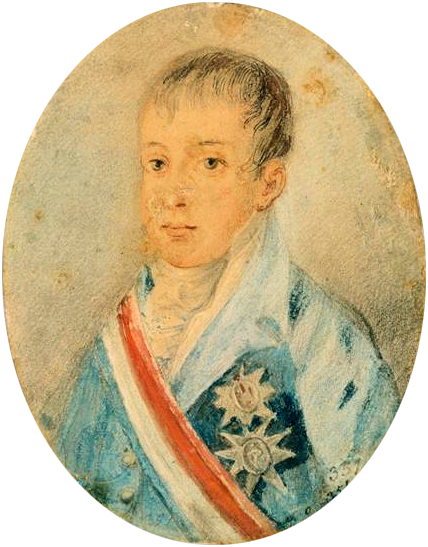
Педру в 1809 году. Портрет кисти Франческо Бартолоцци

В конце ноября 1807 года, когда Педру исполнилось 9 лет, королевская семья была вынуждена бежать из Португалии, поскольку французская армия подошла к Лиссабону. В марте следующего года члены династии приплыли в столицу богатейшей колонии Португалии, Бразилии, — город Рио-де-Жанейро. Во время путешествия молодой принц нередко читал «Энеиду» Вергилия и разговаривал с экипажем корабля о принципах управления судном, приобретая навыки навигации в открытом море. В Бразилии, после недолгого пребывания во дворце Империал, Педру, его отец и младший брат Мигел поселились во дворце Сан-Кристован. Хотя отношения принца с отцом сложно назвать близкими и интимными, Педру любил родителя и постоянно возмущался теми унижениями, которые король переносил из-за неверности своей супруги. Став взрослым, он в открытую называл свою мать «потаскухой» и, по словам историка Нила Маколея младшего, испытывал к ней лишь презрение.
Вопросами образования мальчика занималась гувернантка Мария Женовева до Регу и Матус, которая де-факто заменила Педру мать, и его наставник, монах Антониу ди Аррабида. Вдвоём они отвечали за воспитание принца и учили всему, что может пригодиться будущему королю. Педру обучался широкому кругу дисциплин, в частности математике, политической экономии, логике, истории, географии и другим. Он свободно общался не только на родном португальском, но и на латыни и французском. В спокойной обстановке принц мог переводить с английского и в общих чертах понимал немецкий. Даже будучи правителем, Педру продолжал обучение, часто повторяя языки, изучая точные науки и много читая.
Существуют разные оценки итогового уровня образования императора. Например, бразильский историк, профессор Отавиу ди Соуза пишет, что Педру был «без тени сомнения умён, сообразителен и проницателен». В то же время канадский историк-латиноамериканист Родерик Барман считает, что он «по своей природе был излишне энергичным, неустойчивым и эмоциональным». И полученное образование, по словам Бармана, не помогло это исправить — Педру оставался импульсивным и так и не научился проявлять самообладание, оценивать последствия своих действий до их совершения и адаптировать своё поведение при изменении ситуации. Жуан не позволял никому наказывать сына, и, как пишет Маколей, последний нередко отлынивал от ежедневных двухчасовых занятий. Возможно, именно поэтому он много читал в дальнейшем.

### Характер и личные качества

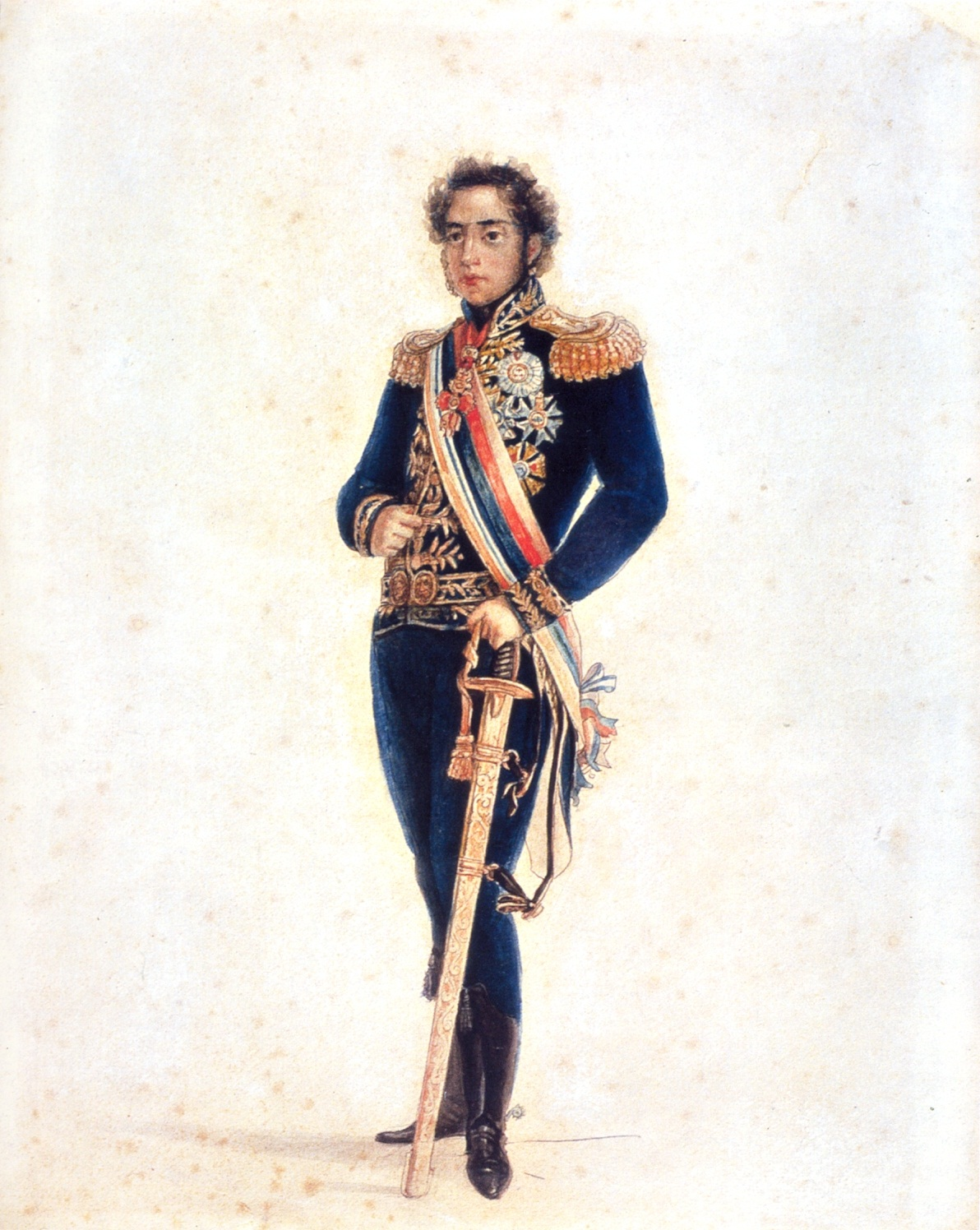
18-летний Педру на портрете 1816 года кисти Жан-Батиста Дебре. Историк Нил Маколей описывает его как «красивого молодого человека со светлым, несмотря на годы под палящим солнцем, лицом и румяными щеками, тёмно-каштановыми волосами и яркими тёмными глазами».

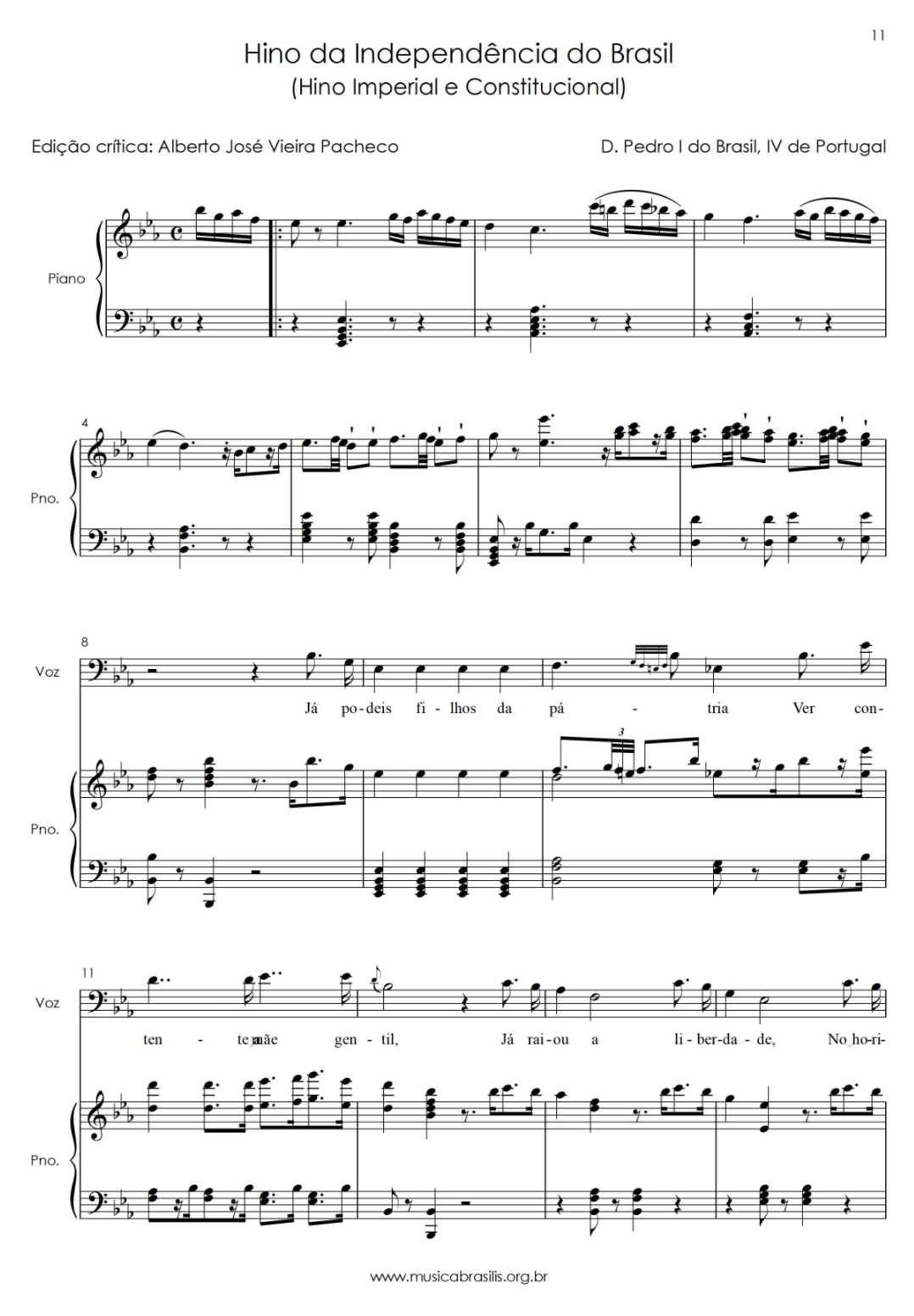
Ноты сочинённого Педру гимна Бразильской империи. Согласно музыкальному словарю Римана 1882 года, гимн был достаточно популярен и в конце XIX века

Физические нагрузки приносили молодому Педру намного больше удовольствия, чем занятия учёбой. На ферме своего отца в Санта-Крузе он занимался тренировкой лошадей и кузнечным делом. Биографы Педру считают, что будущий император преуспел в обоих начинаниях. Вместе с братом Мигелом они любили скачки по пересечённой местности и конную охоту, в том числе в лесах и в плохую погоду. Педру проявил талант к рисованию и ремёслам, занимался резьбой по дереву и изготовлением мебели. Кроме того, у него достаточно рано обнаружился интерес к музыке. Под руководством композитора-классика Маркуша Португала он выучил нотную грамоту и в дальнейшем сам написал гимн независимости Бразилии, бывший официальным вплоть до его смерти, а в 1822 — ещё и гимн Португалии, который оставался государственным вплоть до провозглашения республики 19 июля 1910 года. Педру умел играть на нескольких музыкальных инструментах, в том числе фортепиано, флейте и гитаре, и обладал хорошо поставленным певческим голосом. Его привычки и принципы общения с окружающими напоминали скорее простолюдина, нежели императора. За исключением торжеств, на которые Педру надевал «одежду знати», он носил простые белые хлопчатобумажные брюки, полосатую хлопковую куртку и соломенную шляпу с широкими полями. Он часто ходил по улицам, где общался с людьми и интересовался их проблемами; нередко бывал в тавернах в неблагополучных местах Рио-де-Жанейро, вероятно, ища приключений, но при этом мало интересуясь алкоголем.
Характер будущего императора отличался энергичностью на грани с гиперактивностью. Он был порывистым, властным и вспыльчивым. В дополнение к охоте и конному спорту он проводил много времени с женщинами, считая это таким же развлечением. Соуза и ещё один бразильский историк Изабель Лустоза называют его «неисправимым бабником». Его самый длительный роман до вступления в брак был с Ноэми Тьерри, танцовщицей французского происхождения. От этой связи на свет появился мертворождённый ребёнок. Отец Педру, на тот момент ставший королём, выслал девушку из страны, чтобы не подвергнуть опасности готовящееся обручение принца.

### Первый брак
13 мая 1817 года Педру вступил в брак по доверенности с Марией Леопольдиной, дочерью Франца I, императора Габсбургской монархии и бывшего последнего императора распущенной Священной Римской империи. 5 ноября того же года девушка приехала в Рио-де-Жанейро и, согласно Маколею, «сразу же влюбилась в очаровательного и привлекательного юношу». Брачная месса с утверждением ранее принятых по доверенности клятв прошла на следующий день. У пары родилось семь детей: Мария (впоследствии королева Португалии), Мигел, Жуан, Жануария, Паула, Франсишка и Педру. Последний в дальнейшем унаследовал от отца титул императора Бразилии.

## Движение за независимость Бразилии

### Португальская революция

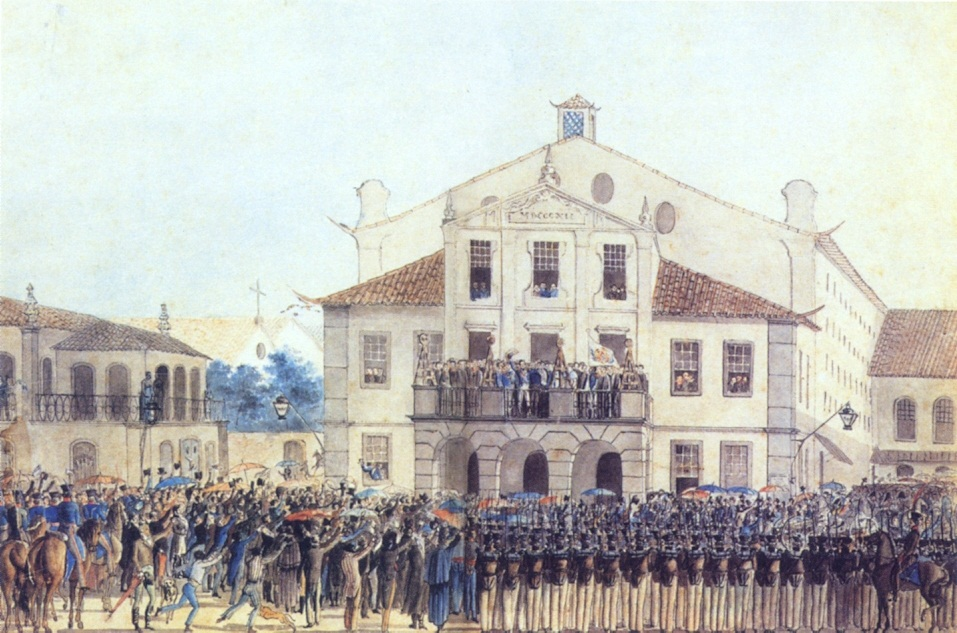
Педру от имени своего отца приносит клятву повиновения Конституции Португалии 26 февраля 1821 года. Его можно увидеть в центре балкона — человек, поднявший шляпу. Картина кисти Феликса Тоне, барона Тоне

17 октября 1820 года до Бразилии дошли вести о том, что в Португалии начался крупный мятеж военных. Достаточно быстро он перерос в революцию. Военные сформировали временное правительство, сместив регентство, учреждённое Жуаном VI, и созвали «кортесов» — португальский парламент, который существовал столетие назад, но на сей раз был избран демократическим путём. Основной задачей, поставленной перед ним, стало написание национальной конституции. Жуан сильно удивил Педру, поскольку не просто спросил у него совета, а решил отправить принца в Португалию от своего имени в качестве посла. Король хотел, чтобы Педру успокоил революционеров. Ранее принц никогда не участвовал в государственных делах. Роль соправителя, которая была дарована ему по праву рождения как старшему из выживших сыновей, была возложена на его старшую сестру Марию Терезу. Она давала советы отцу и даже получила от него должность в тайном совете. Причиной такого поведения было то, что на Педру с подозрением смотрели и отец, и его ближайшие советники, придерживающиеся принципов абсолютизма. Они считали его опасным для себя и своей власти, поскольку принц был широко известным сторонником либеральных идей и мог преобразовать страну в конституционную представительную монархию. Педру читал работы многих философов и других деятелей либерального и антиабсолютистского направления: Вольтера, которого часто называют «отцом либерализма», Бенжамена Констана, Гаэтано Филанджери и Эдмунда Бёрка. Поэтому Жуан, который понимал, что лишь Педру способен договориться с мятежниками, хоть и обратился за помощью, но всё же откладывал отъезд сына, опасаясь, что по прибытии революционеры будут приветствовать его как своего короля.
26 февраля 1821 года португальские войска, дислоцированные в Рио-де-Жанейро, также подняли мятеж. Ни Жуан, ни его правительство не предприняли никаких шагов для его подавления. Педру решил действовать самостоятельно и направился навстречу мятежникам. В ходе переговоров они потребовали от него заставить отца назначить новый кабинет и принять присягу на верность грядущей конституции Португалии. Педру убедил отца принять эти требования. 21 апреля приходские выборщики Рио-де-Жанейро собрались на торгово-промышленной бирже, чтобы избрать своих представителей в «кортесы». Но небольшая группа агитаторов убедила их в необходимости силового воздействия и сформировала революционное правительство. Как и в прошлый раз, Жуан и его министры вели себя крайне пассивно и даже собирались принять требования протестующих. Но на сей раз Педру действовал жёстче и, проявив инициативу, направил против заговорщиков верные короне войска, арестовав многих мятежников. Под давлением «кортесов» Жуан вместе с большей частью семьи покинул Бразилию и направился в Португалию. Правителями страны де-факто стали Педру, которого король назначил принцем-регентом, и его супруга. Перед тем, как уехать, отец сказал принцу: «Сын, если Бразилия заявит о независимости и поклянётся новому лидеру, то пусть это будешь ты, человек, который уважает меня, а не кто-то из этих авантюристов».

### «Независимость или смерть»

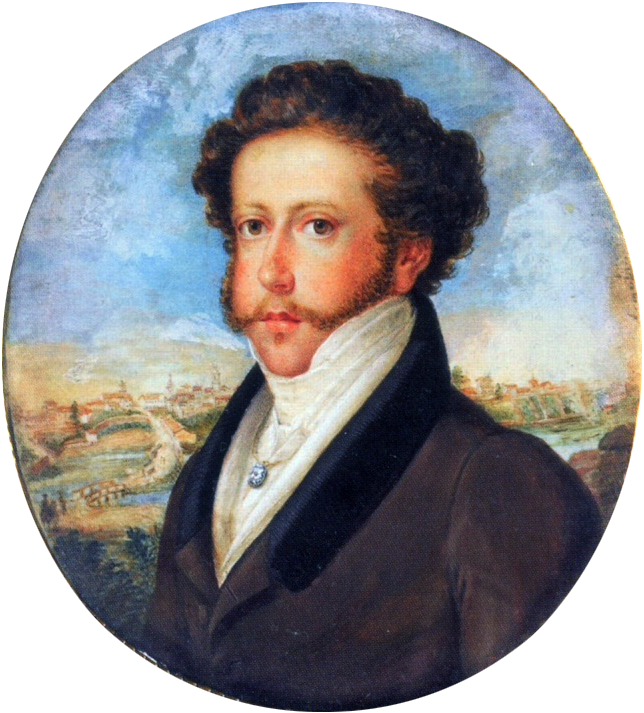
23-летний Педру I на фоне Сан-Паулу. Август 1822 года. Портрет кисти Родригеш ди Са, Симплициу

Оставшись у власти, Педру издал ряд указов, которые гарантировали личные и имущественные права жителей страны. Он сократил налоги, а с ними — и государственные расходы. Революционеры, арестованные в ходе инцидента на торговой бирже, были освобождены. Но это не помогло, поскольку 5 июля 1821 года войска под руководством португальского военачальника, генерал-лейтенанта Жорже де Авилеса, подняли очередное восстание и потребовали от Педру принять от имени своего отца присягу о соблюдении конституции Португалии, после того как её, в конце концов, утвердят на родине. Принц в одиночку направился к мятежникам и начал переговоры с ними. Своими сдержанностью, спокойствием и рассудительностью он завоевал уважение солдат, в результате чего количество претензий с их стороны значительно уменьшилось. Однако на деле повстанцы не собирались оставлять династию Браганса у власти. Мятеж представлял собой достаточно тонко завуалированную попытку военного переворота, целью которого было превратить Педру в номинального правителя, в то время как вся полнота власти должна была оказаться у де Авилеса.
Всё нарастающий кризис достиг точки невозврата, когда «кортесы» распустили центральное правительство в Рио-де-Жанейро и приказали Педру вернуться в Португалию. Бразильцы восприняли это как попытку снова подчинить страну метрополии. 9 января 1822 года Педру передали петицию с 8 тысячами подписей, в которой бразильские военачальники и знатные люди умоляли его не покидать континент. Прочитав документ, он сказал: «Если это пойдёт на благо всей нации, то я готов! Скажите народу, что я остаюсь!» (порт. Se é para o bem de todos e felicidade geral da Nação, estou pronto! Digam ao povo que fico!). Эта фраза ознаменовала собой новый виток в истории Бразилии, и день её произнесения имеет статус государственного праздника, заявленного как одна из «знаменательных дат» в истории под названием «День Фику» (порт.-браз. Dia do Fico, от (Eu) fico, с порт. — «Я остаюсь»). Тогда де Авилес поднял очередное восстание и потребовал от Педру вернуться домой, в Португалию. Но на этот раз принц сам нанёс удар. Объединив под своим командованием бразильские подразделения, которые, как и в прошлый раз, не присоединились к мятежным португальцам, и отряды ополченцев из числа гражданских лиц, он оставил мятежников в меньшинстве. Не в силах сопротивляться, де Авилес со своими отрядами покинул Америку.
В течение следующих нескольких месяцев Педру пытался сохранить видимость единства с Португалией, но окончательный разрыв неумолимо надвигался. С помощью министра Жозе Бонифасиу ди Андрада и Силва он искал поддержки за пределами Рио-де-Жанейро. В апреле 1822 года принц направился в Минас-Жерайс, а в августе — в Сан-Паулу. Эти визиты укрепили его авторитет как правителя и доказали, что не только в столице люди хотят окончательной независимости от Португалии. Возвращаясь домой, Педру получил известие, что «кортесы» согласны на введение самоуправления в Бразилии и готовы разобраться с теми, кто не подчинится их воле. Барман так характеризует принца в этой ситуации: «Он был способен принимать самые драматичные и отчаянные решения за доли секунды. Для этого ему требовалось не больше времени, чем на прочтение письма». Усевшись на свою «гнедую кобылу», Педру перед своим окружением и почётным караулом заявил: «Друзья! Португальские „кортесы“ хотели поработить нас. На сегодняшний день наши узы официально разорваны. Я клянусь кровью, честью и Богом, что обеспечу независимость Бразилии. Бразильцы! Путь отныне нашим лозунгом будет „Независимость или смерть!“».

### Основание империи

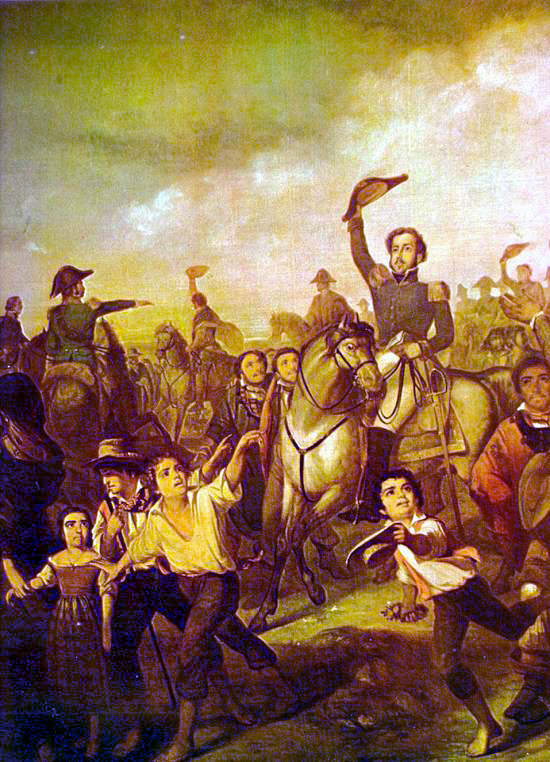
Император Педру I, провозглашающий независимость Бразилии в 1822 году. Фрагмент картины работы Моро, Франсуа-Рене, 1844

21 сентября 1822 года Государственный совет провозгласил принца Португалии Педру конституционным императором Бразилии (порт. Imperador Constitucional do Brasil) под именем Педру I. Торжественная инаугурация на Поле Сантана состоялась в 24-й день рождения императора — 12 октября 1822 года. Тогда же Педру основал бразильскую ветвь династии — Орлеан-Браганса. 1 декабря прошла коронация в месте, ныне известном как Собор Пресвятой девы Марии Кармельской в Рио-де-Жанейро. При этом часть провинций признала его власть далеко не сразу: Педру пришлось организовать ряд военных походов и заставить подчиниться северные, северо-восточные и некоторые южные регионы страны. Последние опорные позиции верных Португалии войск сдались лишь в начале 1824 года. Между тем, его отношения с Жозе Бонифасиу ухудшились. В течение нескольких месяцев враги советника привлекали императора на свою сторону. 13 мая 1822 года Педру получил от них почётный титул «Бессменный защитник Бразилии». 2 августа противники Бонифасиу приняли императора в масонскую ложу, а 7 октября избрали великим магистром. Педру I уволил Бонифасиу «за ненадлежащее поведение»: тот использовал своё положение для политического преследования, ареста и даже изгнания своих противников.
Кризис в отношениях между монархом и его ближайшим подчинённым сразу же отразился на учредительном генеральном собрании, которое было созвано для разработки конституции империи. Бонифасиу, будучи членом этого собрания, прибегнул к демагогии и заявил о наличии великого португальского заговора против Бразилии. При этом он явным образом намекал на причастность к нему Педру. Его вывод основывался на португальском происхождении императора. Последний был крайне возмущён такой речью не столько из-за того, что она была направлена против него, сколько из-за того, что она дискредитировала всех жителей империи, родившихся не в Америке. Император распустил собрание и призвал к новым выборам. На следующий день он поручил вновь созванному «туземному» собранию составить проект конституции, копии которого позже были разосланы в городские советы. Большая часть местных органов власти проголосовала за немедленное принятие документа. Бонифасиу покинул Бразилию и перебрался в Бордо, где занимался научными экспериментами вплоть до приглашения вернуться обратно.
Согласно конституции, Бразилия стала независимым высокоцентрализованным государством с сильной вертикалью власти. Ряду местных советов это пришлось явно не по душе. На территории Сеары, Параибы и Пернамбуку поднялись мятежи. Данные провинции желали отделиться от империи и объединиться в так называемую Экваториальную конфедерацию. Педру безуспешно пытался избежать кровопролития, предлагая мятежникам больше автономии, но получая в ответ лишь грубый отказ. В гневе император заявил: «Чего могут добиться мятежники из Пернамбуку своей грубостью? Несомненно, наказания, и такого, что послужит примером для будущих [мятежников]». Повстанцам так и не удалось обеспечить полный контроль над имеющимися у них территориями и ресурсами: к концу 1824 года мятеж был подавлен, 16 повстанцев император предал суду, который принял решение казнить их, а остальных помиловал.

## Кризис внутри и снаружи

### Борьба внутри династии Браганса

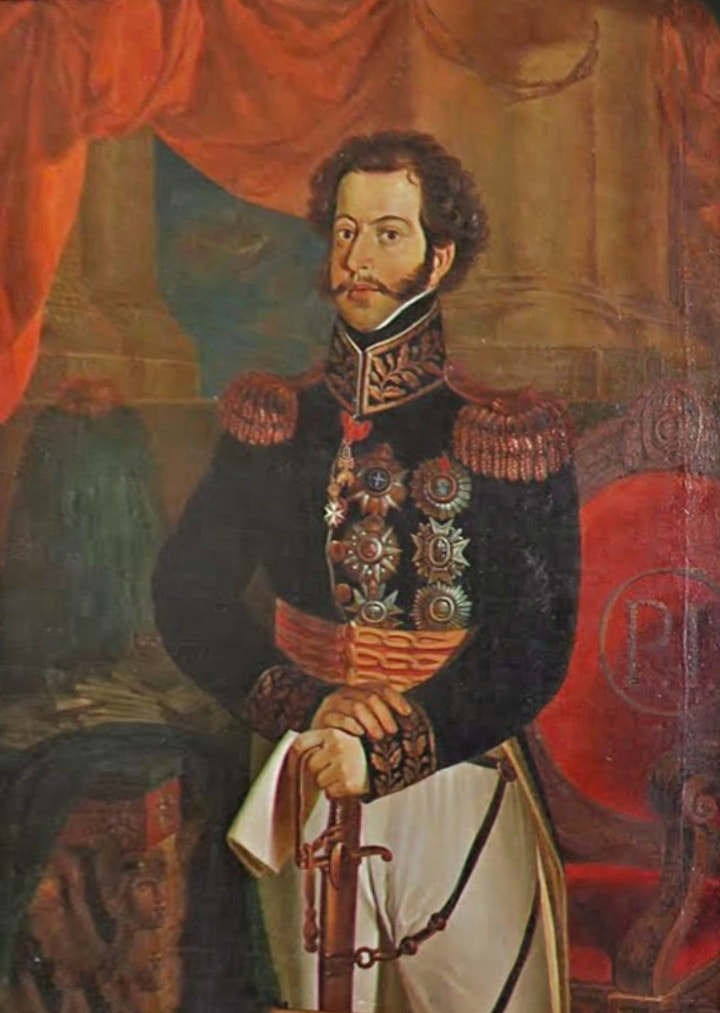
27-летний Педру во время путешествия в город Салвадор, провинция Баия. Март 1826 года. Картина работы Веласко, Антониу

29 августа 1825 года, после долгих переговоров, Португалия и Бразилия подписали мирный договор, в котором Жуан окончательно признал независимость бывшей колонии. Договор для Бразилии был скорее унизительным, нежели победным: он обязал Педру выплатить компенсацию всем португальцам в Бразилии, которые так или иначе пострадали от войны, и установил ежегодную дань в пользу бывшей метрополии. Жуан также получил номинальный титул «императора Бразилии». Однако самым унизительным был официально не закреплённый факт того, что согласно договору независимость была предоставлена как акт благотворительности со стороны Жуана, а не стала вынужденной мерой из-за боязни применения оружия со стороны Бразилии. Не менее печалило Педру и то обстоятельство, что Великобритания, которая выступила посредником на переговорах, получила своё вознаграждение тоже за счёт Бразилии. Между двумя странами была подписана конвенция, согласно которой Бразилия возобновляла торговлю с Британией на выгодных для неё условиях и прекращала импорт рабов из Африки на 4 года, признавая английскую монополию на континенте. Оба соглашения нанесли значительный ущерб экономическим интересам страны.
Несколько месяцев спустя, 10 марта 1826 года, император получил известие о смерти своего отца. Таким образом император Бразилии Педру I был провозглашён новым королём Португалии под именем Педру IV. Но он осознавал, что после всех ранее случившихся событий повторное воссоединение двух стран будет неприемлемо как для народа Бразилии, так и для жителей Португалии. Поэтому Педру поспешно отрёкся от второй короны в пользу своей старшей, но всё ещё маленькой дочери, которая была провозглашена королевой под именем Мария II. Данное отречение было условным: демократическая конституция, принятая в Бразилии, должна была быть принята и в Португалии, а сама Мария по плану Педру становилась женой его брата и своего дяди Мигела. Несмотря на отречение, Педру продолжал де-факто править Португалией, вмешиваясь во внутренние и внешние дела государства и даже назначая встречи от имени короля. Барман считает, что ему было максимально трудно как в физическом, так и в моральном плане сохранить положение императора Бразилии, полностью отрёкшись от защиты интересов своей дочери в Португалии.
Мигел сделал вид, что согласен с планами брата, но сразу после становления во главе регентского совета он отменил конституцию и, при поддержке выступавших за абсолютизм португальцев, был провозглашён королём под именем Мигел I. Предательство брата было болезненным для Педру. Но он смог пережить его, как в дальнейшем пережил переход большей части своих сестёр, Марии Терезы, Марии Франсишки, Изабеллы Марии и Марии ди Ансуано, на сторону Мигела. Лишь одна из них, Анна де Хесус, осталась верна законному наследнику и позже переехала из Лиссабона в Рио-де-Жанейро, поближе к Педру. Императора охватила ненависть к Мигелу и подозрение, что это именно он убил их отца, надеясь заполучить трон. Он сосредоточился на делах в Португалии, тщетно пытаясь заручиться поддержкой прав Марии на престол со стороны других монархов Европы, по-прежнему опасавшихся либерального правителя.

### Война и вдовство

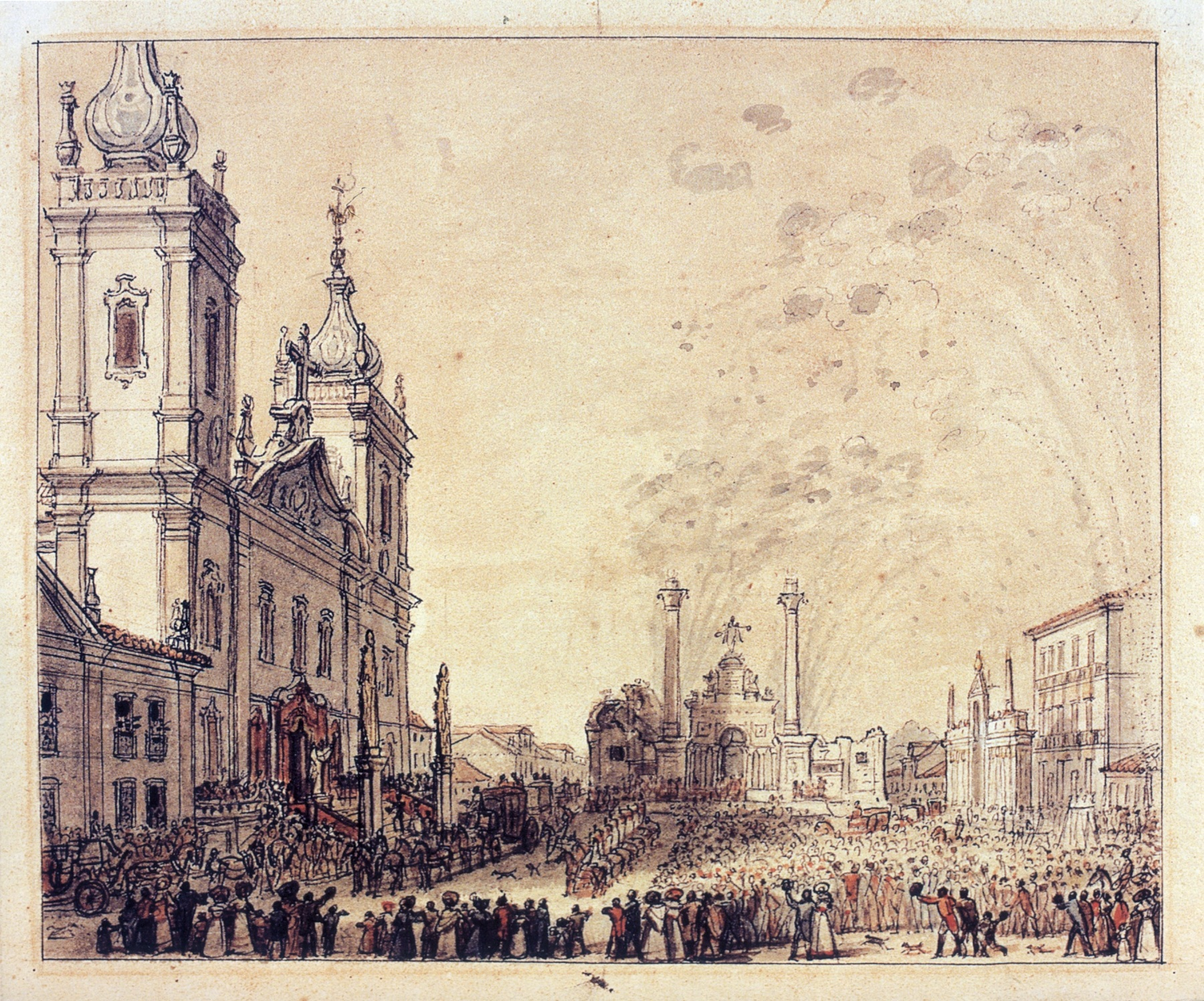
Празднования на площади Сан-Франсишку ди Паула в Рио-де-Жанейро по случаю возвращения императора в город. 4 апреля 1826 года. Картина кисти Жан-Батиста Дебре

В апреле 1825 года при поддержке Соединённых провинций Южной Америки небольшая группа военных провозгласила независимость Сисплатины, самой южной провинции империи. Педру изначально воспринял это событие как очередной незначительный мятеж. Прошло несколько месяцев, пока он осознал масштабы поддержки со стороны Соединённых провинций, которые поставили перед собой цель аннексировать Сиспатину. Тогда император объявил войну Бернардино Ривадавие. В феврале 1826 года он отправился в провинцию Баия, расположенную на северо-востоке страны, чтобы поддержать солдат. Жители провинции тепло встретили Педру, его супругу, сестру и окружавших его женщин, одной из которых была Домитила де Кастро, на тот момент виконтесса, а в дальнейшем — маркиза ди Сантуш. Она была любовницей Педру I с момента их первой встречи в 1822 году. Хотя он никогда не был верен Марии, прежде он пытался скрывать свои отношения с другими женщинами. Но, как пишет Барман, это был другой случай, поскольку «его увлечение новой возлюбленной было одновременно вопиющим и безграничным, а ранее не терпевшая открытого пренебрежения жена вдруг стала предметом слухов и сплетен». Чем больше времени Педру проводил с Домитилой, тем более грубым он был с Марией. В частности, по возвращении в столицу он назначил любовницу фрейлиной супруги и запретил ей покидать дворец.
24 ноября 1826 года Педру отплыл из Рио-де-Жанейро в Сан-Жозе в провинции Санта-Катарина. Оттуда он направился в Порту-Алегри, столицу провинции Риу-Гранди-ду-Сул, где дислоцировалась основная армия империи. 7 декабря, по прибытии в город, император удивлённо обнаружил, что солдаты находятся в отвратительных условиях. Он отреагировал на это «со свойственной ему энергичностью»: раздал «шквал приказов», уволил известных взяточников и некомпетентных военачальников, братался с солдатами и в целом «встряхнул гражданскую и военную администрацию». Педру уже возвращался в столицу, когда ему сообщили, что у Марии произошёл выкидыш и она скончалась из-за осложнений. По стране распространились необоснованные слухи о том, что она умерла после нападения Педру или его любовницы. Между тем война, «которой не было видно конца», продолжалась, пока, наконец, в августе 1828 года Педру, осознавая, что дальнейшие боевые действия могут привести к аннексии Сисплатины, не подписал мирный договор с мятежниками. Провинция стала независимым государством, которое получило название Восточная Республика Уругвай.

### Второй брак

Свадьба Педру I и Амелии Лейхтенбергской. Рядом с ним его дети от Марии в порядке старшинства: Педру, Жануария, Паула и Франсишку, отсутствуют Мигел, Жуан и Мария. Картина Жан-Батиста Дебре

После смерти супруги к Педру, вероятно, пришло осознание того, как плохо он с ней обращался. Из-за этого его отношения с любовницей стали портиться. Мария Леопольдина была популярна в народе, честна и открыта, поскольку любила мужа и не ожидала ничего взамен. Ничем из этого Домитила похвастаться не могла. Император слишком скучал по супруге, и даже былая «одержимость» любовницей не помогла забыть утрату.
27 июня 1828 года, по настоянию Педру, его любовница покинула Рио-де-Жанейро. Он решил снова жениться. Педру даже пытался убедить своего тестя в искренности своих раскаяний. Он писал ему: «Все мои злодеяния позади, и я клянусь, что более не поддамся тем заблуждениям, которым поддался, и о которых глубоко сожалею, постоянно моля Бога о прощении». Тем не менее Франц был уверен в том, что его бывший зять не способен измениться. Глубоко оскорблённый поведением Педру по отношению к своей дочери, он отказался от поддержки Бразилии на международной арене и расстроил интересы императора. Из-за поведения Педру и его плохой репутации в Европе, принцессы многих европейских держав отклоняли предложения руки и сердца. Его гордость была окончательно уязвлена, и он позволил Домитиле вернуться во дворец, что она и сделала 29 апреля 1829 года. Однако Педру больше не собирался изменять новой супруге с ней. Через несколько месяцев, когда брак был устроен, Домитила вернулась в родной Сан-Паулу, где и оставалась до конца своих дней.
Разочаровавшись в попытках заключения союза с монархами Европы, 2 августа Педру вступил в брак по доверенности с Амелией Лейхтенбергской, которая была дочерью Евгения Богарне, пасынка уже на тот момент свергнутого Наполеона Бонапарта. По словам Соузы и Луктозы, во время личной встречи он не мог отвести от неё взгляд и был ошеломлён красотой девушки. 17 октября на брачной мессе они ратифицировали клятвы, подписанные по доверенности. Барман отмечает, что Амелия любила его и его детей от первого брака и обеспечивала столь необходимое чувство «нормальности отношений» как для членов семьи, так и для «внешних глаз». Император сдержал клятву верности. После изгнания со двора Домитилы он более не заводил романов и оставался верен своей супруге. Пытаясь смягчить последствия творимых сгоряча поступков, он заключил мир со своим бывшим министром Жозе Бонифасиу и позволил ему занять пост в министерстве.

## Между Португалией и Бразилией

### Нескончаемый кризис

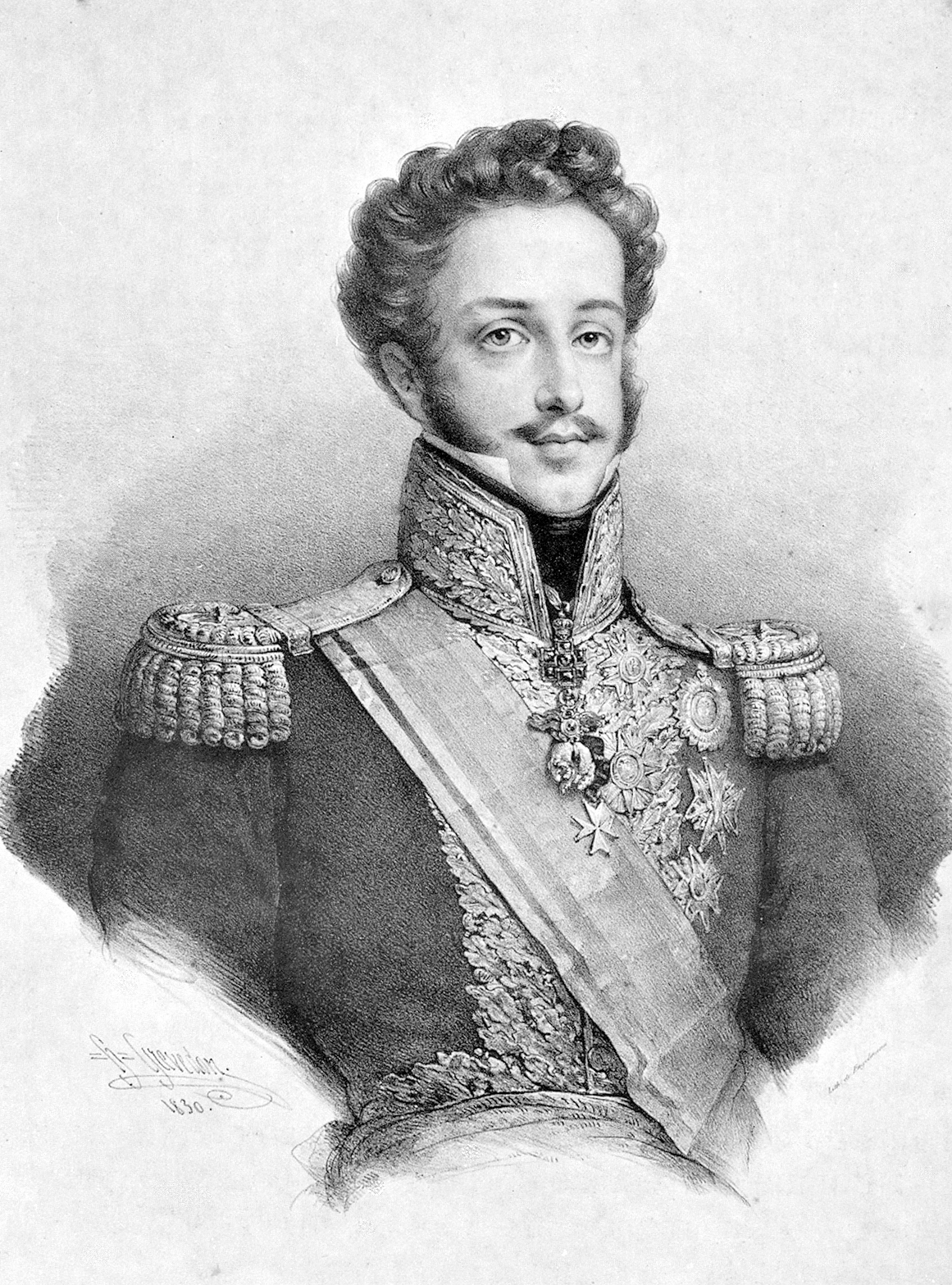
Педру I в возрасте 31 года. 1830 год. Литография Анри Греведона

Со времён организации учредительного собрания в 1823 году в Бразилии шла идеологическая борьба за определение баланса полномочий императора и законодательных органов в управлении государством. Создание Генеральной ассамблеи (парламента) в 1826 году, которая должна была решить накопившееся проблемы, лишь усилило эту борьбу. Сторонники Педру считали, что монарх имеет право назначать министров, выбирать национальную политику и задавать направление работы правительства. В оппозиции им были те, кто считал, что курс правительства должен выбирать кабинет министров, избираемый парламентариями из правящей партии, а не назначенный императором. Этот кабинет, по их задумке, должен был быть полностью подотчётным парламенту. И сторонники Педру, и его оппоненты так или иначе выступали за либеральную конституционную монархию, но с разным кругом полномочий у императора.
Педру уважал конституцию. Он не вмешивался в выборы и противостоял фальсификации итогов голосования в любую сторону, всегда подписывал акты, за которые проголосовало правительство, вне зависимости от личной выгоды, и уважал свободу слова. Хотя император имел право, согласно конституции, распустить Палату депутатов, которая не поддерживала его цели, он ни разу им не воспользовался. Педру не откладывал создание государственных органов, хотя имел право исполнять обязанности любого министра сам. Оппозиция Педру, пользуясь португальским происхождением императора, предъявляла ему как обоснованные обвинения (например, что он использовал большую часть своих сил для решения португальских, а не бразильских вопросов), так и абсолютно голословные (например, в причастности к заговорам о подавлении конституции и воссоединении Бразилии и Португалии под властью единого монарха). Её члены считали, что португальские друзья императора, в частности, Франсишку Гомеш ди Силва по кличке «Шут», были участниками различных заговоров против независимости Бразилии и сформировали секретный кабинет, неподотчётный народно избранному правительству. Маколей считает, что все эти люди не имели никакого отношения к управлению страной, никакой «дворцовой клики», ставившей перед собой цель отмены конституции, не было, а все заявления оппозиции — это не более чем «конспирологический мусор».
Другой причиной критики императора со стороны оппозиции были его аболиционистские взгляды. Педру был сторонником постепенной отмены рабства, но конституционная власть и возможность предлагать и принимать законы находились в руках у ассамблеи, в которой преобладали землевладельцы-рабовладельцы, которым был максимально выгоден рабский труд и которые могли бойкотировать предложения его отмены. Император показал им пример, предоставив землю рабам в поместье в Санта-Крузе. Когда он в 1822 году решил остаться в Бразилии, благодарное население в качестве знака покорности предложило отцепить лошадей и дотащить экипаж на себе, но Педру отказался от такой почести, поскольку его взгляды кардинально отличались от общепринятых. Его решение считается осуждением так называемого «божественного права королей» — гипотезы о присутствии у знати якобы высшей крови, которую Педру считал расистской и шовинистической. Принц-регент тогда заявил: «Мне грустно видеть, как вы, мои братья, воздаёте мне дань как Богу, хотя я знаю, что моя кровь такого же цвета, как и у чернокожих».

### Отречение

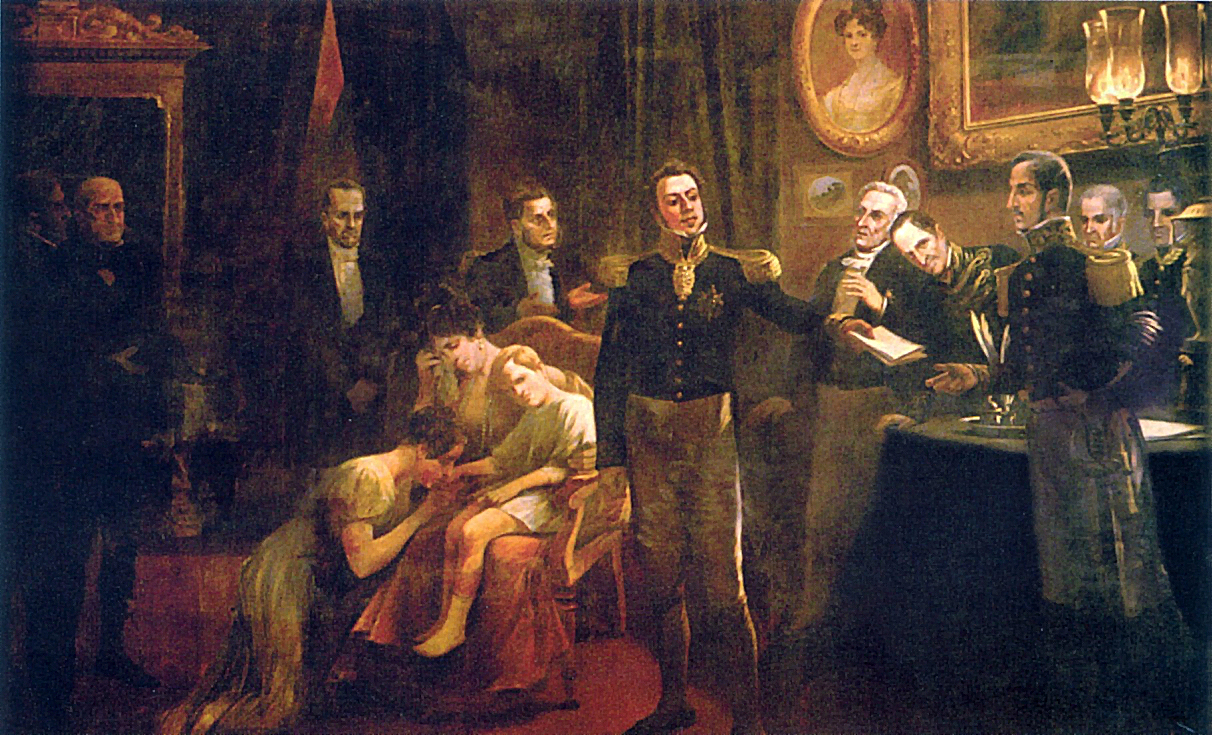
Педру I передаёт парламенту письмо об отречении. 7 апреля 1831 года. Картина Фигейреду, Аурелиу ди

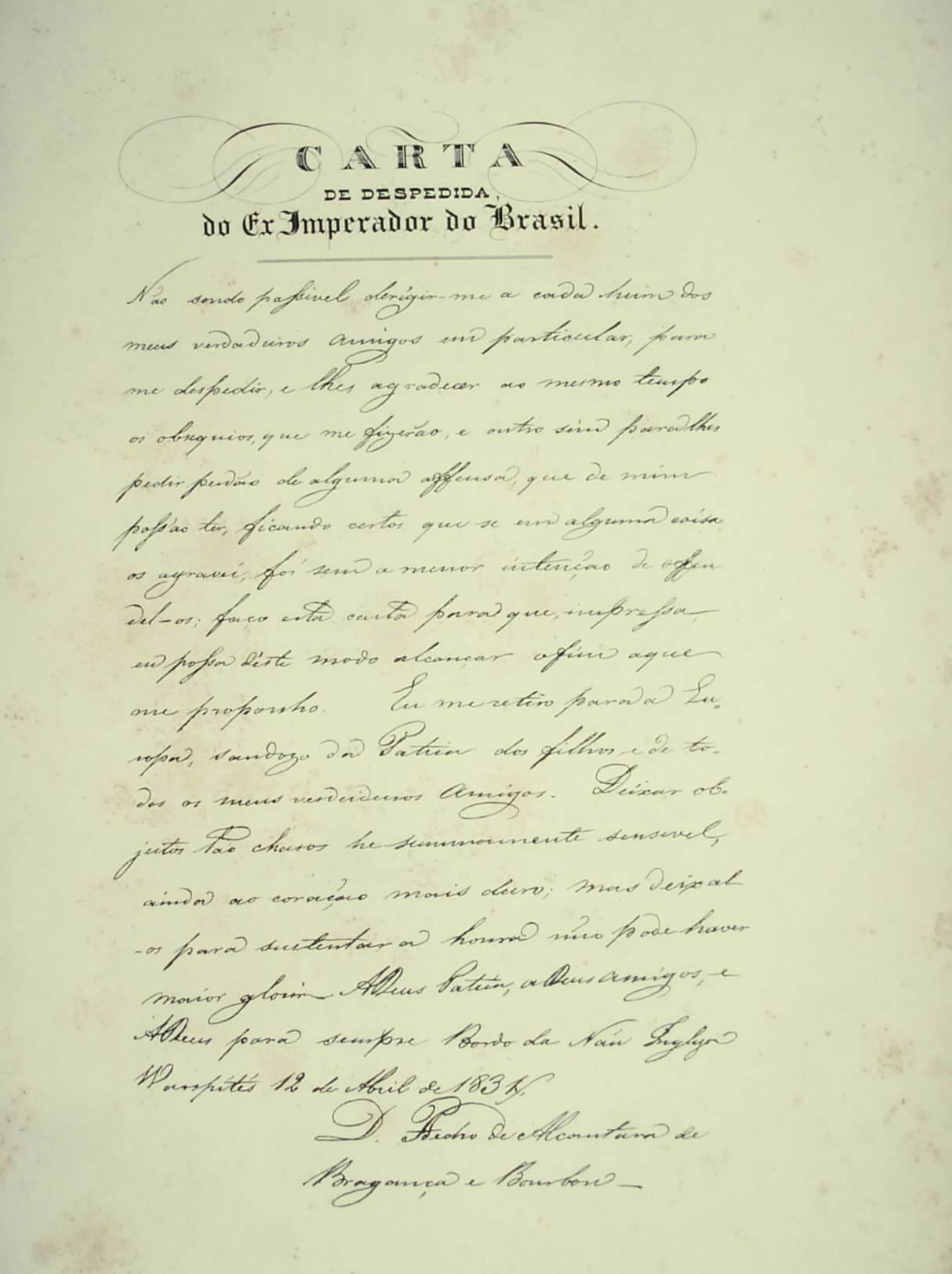
Документ об отречении императора Педру I

Усилия императора по умиротворению оппозиции привели к очень важным переменам. Он поддержал закон 1827 года, устанавливающий индивидуальную ответственность министров за проступки. 19 марта 1831 года Педру созвал кабинет, который состоял лишь из оппозиционных политиков, которые благодаря этому контролировали деятельность парламента. Наконец, император предложил Франсишку Гомешу и другому своему другу португальского происхождения должности послов и специальных представителей в странах Европы, чтобы они покинули Бразилию и миф о «теневом кабинете» окончательно развеялся. Но его паллиативные меры не остановили нападки со стороны оппозиции, члены которой по-прежнему упрекали его в неверных действиях и португальском происхождении. Весьма разочарованный их непримиримостью, Педру решил не дожидаться дальнейшего ухудшения ситуации.
Тем временем новоприбывшие мигранты из Португалии пытались убедить Педру отказаться от трона Бразильской империи, бросив все свои силы и энергию на борьбу за претензии его дочери на корону их королевства. По словам Бармана, «[в] столь чрезвычайной ситуации проявились изрядные способности императора — он стал хладнокровным, находчивым и уверенным в своих действиях. Жизнь властителя конституционной монархии, полная скуки, осторожности и примирения, противоречила самой сути его характера». С другой стороны, Барман отмечает, что Педру «обнаружил в своей дочери всё, что больше всего привлекало его душу». Он решил отправиться в Португалию, где мог продемонстрировать свою рыцарскую самоотверженность, поддерживая либеральное движение за конституцию, и воспользоваться свободой действий, о которой давно мечтал.
С начала 1829 года император часто заявлял о необходимости отречения от престола и возвращения в Португалию. По словам биографов, эта идея буквально «засела в его голове». Вскоре у него появилась возможность реализовать её. Радикальные представители оппозиции сплотили уличные банды, которые нападали на членов португальской общины в Рио-де-Жанейро. 11 марта 1831 года, во время так называемой «ночи разбитых бутылок» (порт. noite das garrafadas), португальцы «нанесли ответный удар». Столицу охватили беспорядки и борьба между противоборствующими кланами. 5 апреля Педру распустил кабинет, который находился у власти чуть более месяца, с 19 марта того же года, за некомпетентность и неспособность (или, скорее, нежелание) навести порядок. В середине следующего дня в центре столицы собралась большая толпа, подстрекаемая радикалами, которая потребовала восстановления низложенного кабинета. Император ответил: «Я готов сделать всё для народа, но ничего [не буду делать] из-за народа». Императора тщетно пытался переубедить командующий гарнизоном Франсишку ди Лима и Силва. Вскоре после наступления темноты войска покинули императора и присоединились к протестующим. На их сторону перешёл даже императорский батальон. Биографы Педру отмечают, что именно тогда он осознал то, каким изолированным и далёким от дел Бразилии он стал. Тогда Педру примерно в три часа ночи 7 апреля 1831 года, «ко всеобщему удивлению», подписал отречение от престола. Он передал документ одному из министров и заявил: «Вот вам мой акт отречения, а я возвращаюсь в Европу и покидаю страну, которую всегда очень любил и люблю до сих пор». Отречение привело к началу периода регентства, который длился с 1831 по 1840 годы.

## Возвращение в Европу

### Война за возвращение короны Португалии

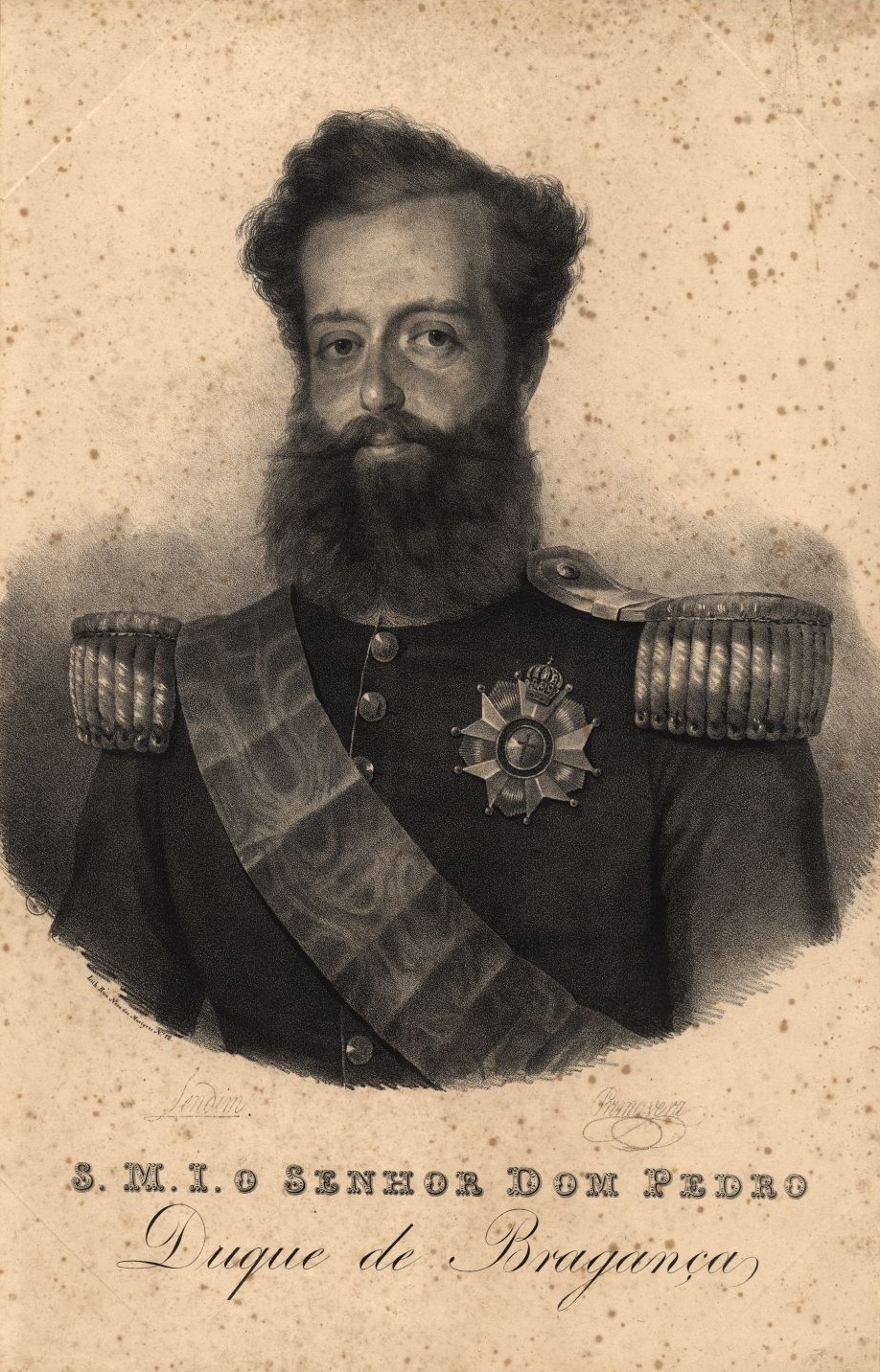
Педру, герцог Браганса, в возрасте 35 лет, 1833 год. После вторжения в Португалию он и его солдаты поклялись не сбривать бороды до тех пор, пока Мария II не будет восстановлена в правах. Литография Маурисиу Жозе ди Карно Сендима

На рассвете 7 апреля 1831 года Педру, его жена и сопровождавшие их люди, включая Марию II и единственную оставшуюся на его стороне сестру Ану де Хесус, сели на борт британского корабля HMS Warspite, с которого 13 апреля перебрались на HMS Volage и направились в Европу. 10 июня судно прибыло во французский порт Шербур. В течение следующих нескольких дней корабль курсировал между Францией и Великобританией. Педру везде встречали достаточно тепло, но при этом ни одно из правительств не поддержало права его дочери на трон. Бывший император Бразилии оказался в весьма неловком положении, поскольку он де-факто не имел официального статуса ни в императорском бразильском, ни в королевском португальском доме. Тогда 15 июня он принял титул герцога Браганса как наследник португальского трона. Хотя титул должен был принадлежать не ему, а законному наследнику Марии, его притязания были многими признаны и поддержаны.
1 декабря в Париже родился единственный ребёнок Педру от Амелии, дочь Мария Амелия. Он не забывал и про своих детей, оставшихся в Бразилии. Он писал «пронзительные» письма каждому из них, рассказывая, как сильно скучает, и неоднократно просил их серьёзно заняться своим образованием. Незадолго до своего отречения Педру сказал своему сыну и преемнику: «Я намерен сделать так, чтобы мой брат Мигел и я стали последними плохо образованными членами семьи Браганса». Чарльз Джон Нейпир, флотоводец, который сражался под его знаменем в 1830-х годах, отмечал: «Все его хорошие качества были его собственными. А плохие происходили из образования. И никто не был чувствителен к этому более, чем он сам». Его письма к сыну часто были написаны более сложным языком, чем тот мог понять. Историки предполагают, что это были «отложенные советы», которые Педру младший смог бы понять со временем.
Находясь в Париже, Педру встретил Жильбера Лафайета, ветерана войны за независимость Соединённых Штатов Америки, который стал ему близким другом и одним из ближайших сторонников. Весьма ограниченный в средствах, с армией, состоявшей в основном из португальских либералов, таких как Жуан Баптишта да Силва Лейтан ди Алмейда Гаррет и Алешандре Эркулану, иностранных наёмников и добровольцев, таких как внук Жильбера Адриан Жуль де Ластейри, 25 января 1832 года Педру попрощался со своей семьёй, Лафайетом и примерно двумя сотнями доброжелателей. Он преклонил колени перед дочерью, Марией II, и сказал: «Миледи, вот он я, португальский генерал, который защитит Ваши права и вернёт Вам корону». Мария в слезах обняла отца. Педру и его армия отплыли к атлантическому архипелагу Азорские острова, единственной португальской территории, верной его дочери. Через несколько месяцев, завершив последние приготовления, они направились в материковую Португалию, и 9 июня, не встретив сопротивления, вошли в Порту. Войска его брата Мигела двинулись в сторону города и начали осаду, которая продлилась более года.

### Последние годы и смерть

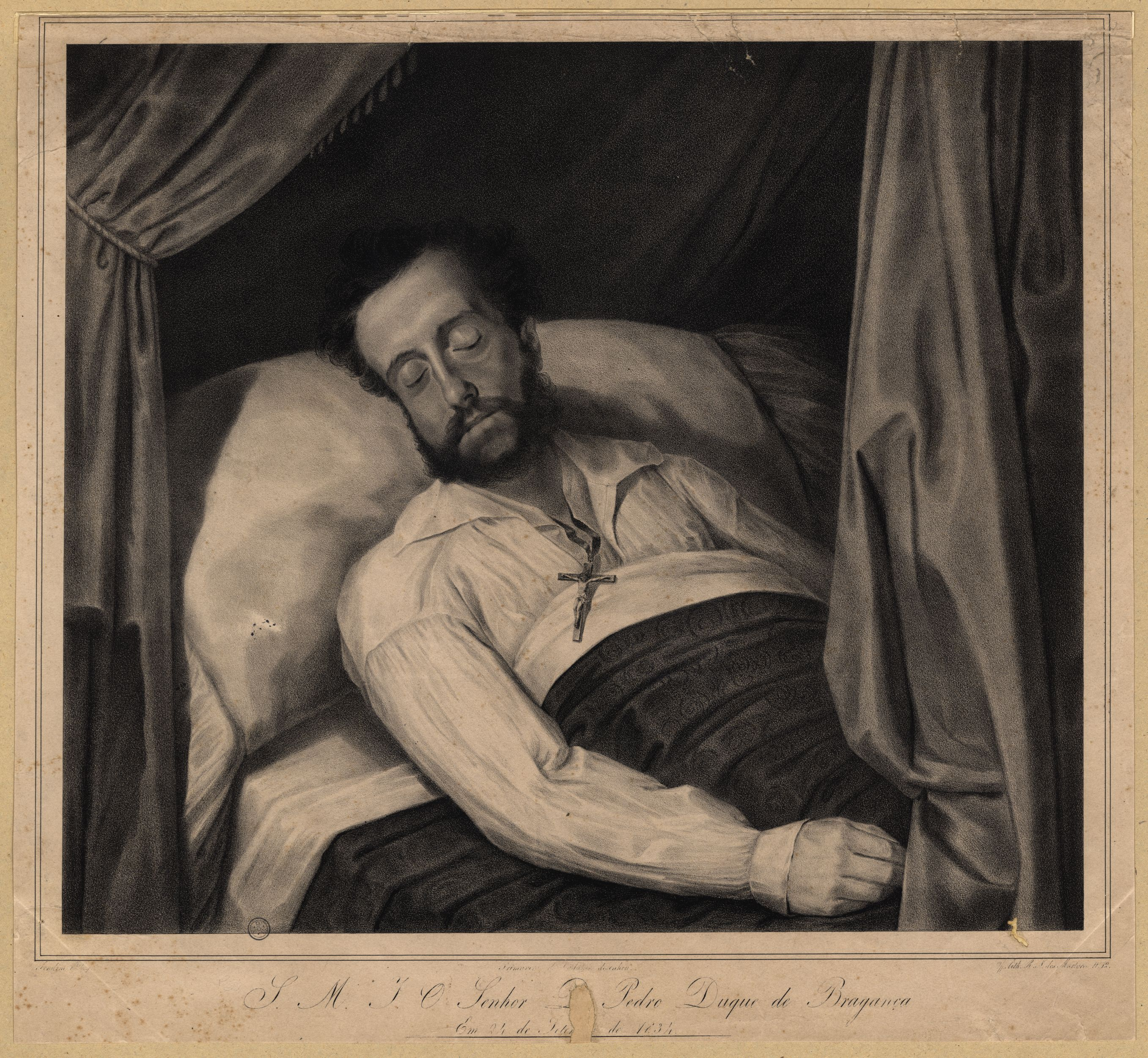
Педру на смертном одре. 1834 год. Картина авторства Жозе Жоакима Родригес Примавера

В начале 1833 года, находясь в Порту, Педру получил известие о приближающейся неминуемой смерти своей дочери Паулы. Несколько месяцев спустя, в сентябре, он встретился с Антониу Карлушем ди Андрада, братом Жозе Бонифасиу, который приехал из Бразилии. Как представитель партии реставраторов, сторонников императора, он попросил Педру вернуться в страну и управлять Бразилией как регент своего ещё несовершеннолетнего сына. Педру, видимо осознав, что реставраторы хотят использовать его как инструмент для облегчения своего прихода к власти, разочаровал Антониу Карлуша, выдвинув ряд требований с целью прояснить, хочет ли этого народ или какая-то парламентская фракция. Он настаивал на том, что любая просьба о возвращении должна быть конституционной. Воля народа должна была быть передана через местных представителей, а его назначение — утверждено Генеральной Ассамблеей. Только после этого и после предоставления ему петиции от официальной делегации парламента он рассмотрит возможность возвращения.
Педру лично участвовал в боевых действиях и в качестве артиллериста, и в качестве рядового солдата, и в качестве санитара. По словам Маколея, война была почти проиграна, пока он не предпринял один отчаянный и рискованный шаг. Он разделил свои войска, отправив одно из подразделений в южную Португалию, в тыл португальской армии, где оно высадилось с моря. Первым перед экспедицией склонился регион Алгарви, а 24 июня капитулировал сам Лиссабон. Тогда Педру приступил к покорению остальной части страны, но в последний момент вмешался его испанский дядя Дон Карлос, который решил захватить португальскую корону для своей племянницы, доньи Изабеллы II. Начался более широкий конфликт, охвативший весь Пиренейский полуостров. Педру объединился с испанскими либералами и победил Мигела I и Дона Карлоса. 26 мая 1834 года было подписано мирное соглашение, которое завершило войну победой Педру и либералов.

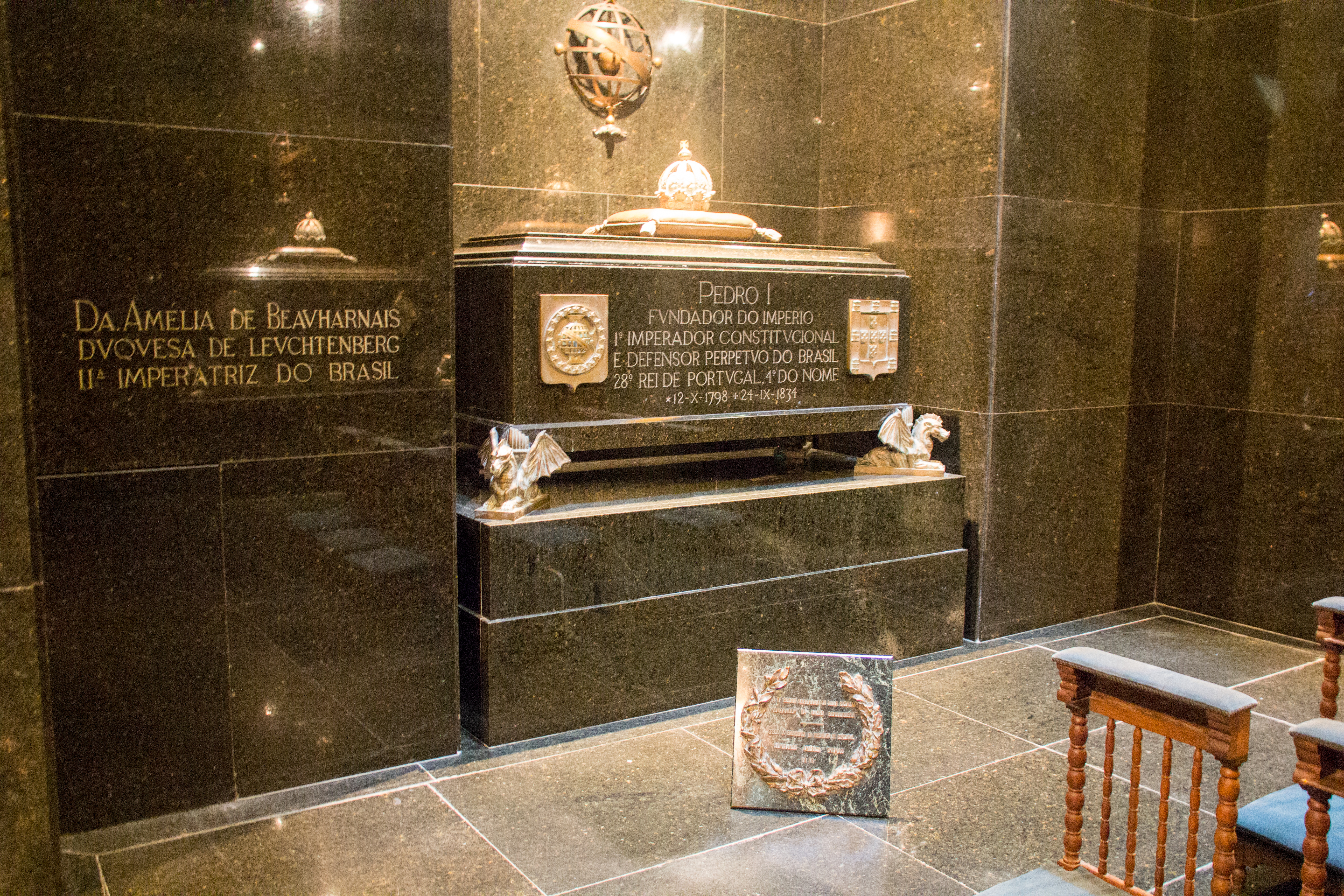
Гробница Педру I

За исключением проявляющихся раз в несколько лет приступов эпилепсии, Педру ничем не болел и обладал очень крепким здоровым организмом. Однако война подорвала его здоровье, и к 1834 году бывший император был смертельно болен туберкулёзом. С 10 сентября он оказался прикован к постели во дворце Келуш. Помимо завещания, Педру составил открытое письмо к бразильской нации, главным посылом которого была просьба о скорейшей отмене рабства. В частности, Педру заявлял: «Рабство — это зло и посягательство на права и достоинства человеческого вида, но его последствия менее вредны для тех, кто страдает в неволе, нежели для нации, законы которой его допускают. Это рак, который пожирает её нравственность». После долгой и мучительной болезни, в 14:30 24 сентября 1834 года, Педру скончался. Перед смертью он озвучил последнюю просьбу, в соответствии с которой его сердце было помещено в церковь Лапа в Порту, а тело предано земле в королевском пантеоне дома Браганса в Лиссабоне. 20 ноября известие о его смерти прибыло в Рио-де-Жанейро, однако лишь 2 декабря эту весть сообщили его детям. Жозе Бонифасиу, на тот момент отстранённый от должности опекуна, писал молодому императору и его сестрам: «Дон Педру не умер. Умирают лишь обычные люди. Герои живы вечно».

## Оценки, память и наследие

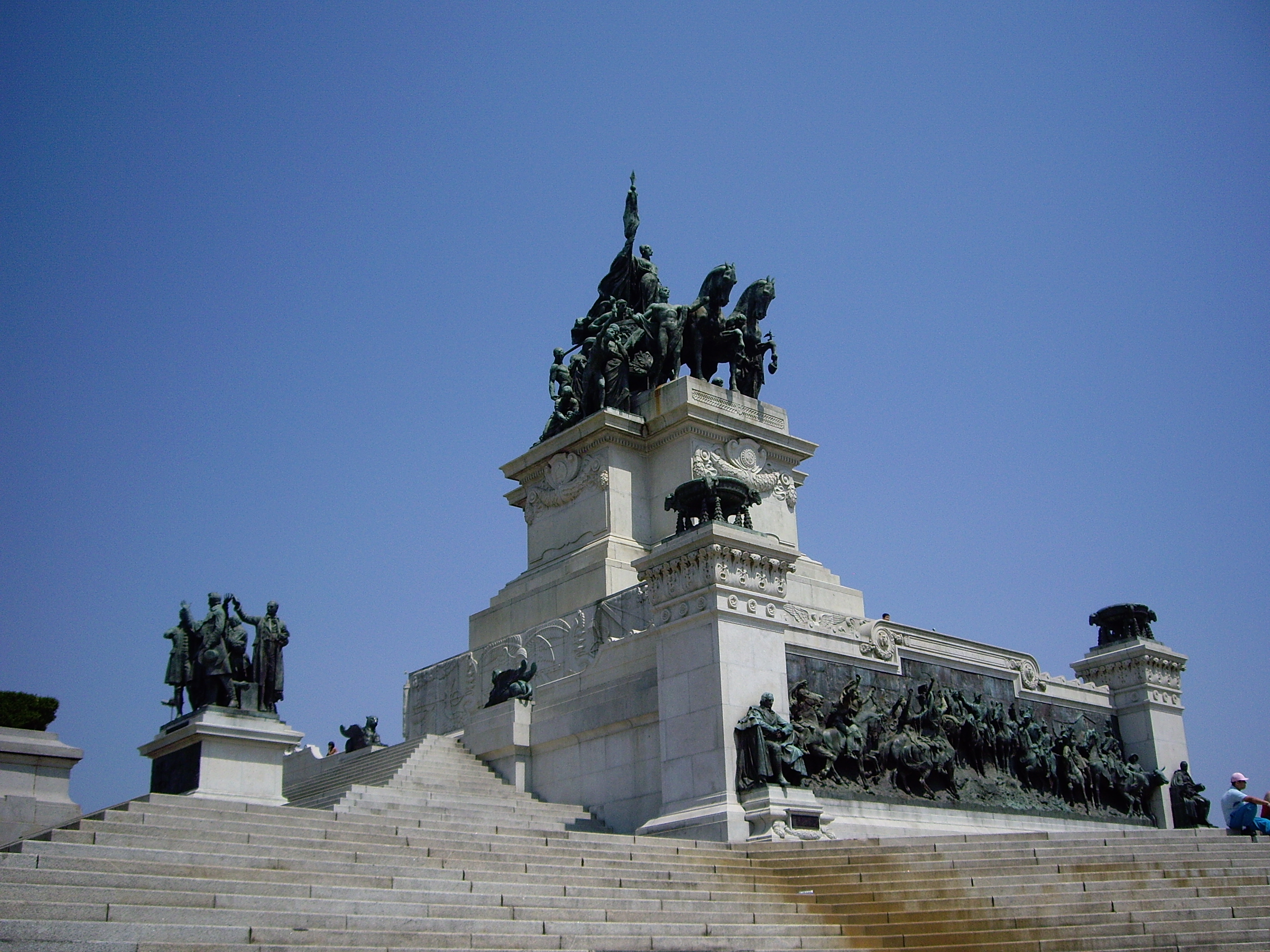
Памятник независимости Бразилии, где похоронены Педру и две его супруги

После смерти Педру партия реставраторов, его сторонников, которая считалась одной из самых могущественных в Бразилии, в одночасье исчезла. Справедливо же оценить деятельность монарха чиновники империи смогли лишь после «устранения угрозы его возвращения к власти». Эваристо да Вейга, один из наиболее ярких критиков Педру, оставил заявление (Отавиу де Соуза считает его отражающим господствующую точку зрения), согласно которому Педру I нельзя относить к стандартным правителям того времени, так как он «обладал „даром Провидения“». Этот дар смог сделать его «мощным инструментом освобождения как Бразилии, так и Португалии». По словам да Вейга, самому существованию бразильской нации как единому целому, и свободному народу, равно как и тому, что земля Империи «не оказалась разорвана на мелкие враждебные друг другу республики, где есть лишь анархия и желание вести войну на уничтожение до самого конца», бразильцы обязаны решимости императора, проявившейся как в том, что он предпочёл остаться в Бразилии, так и во время «первого возгласа о независимости».

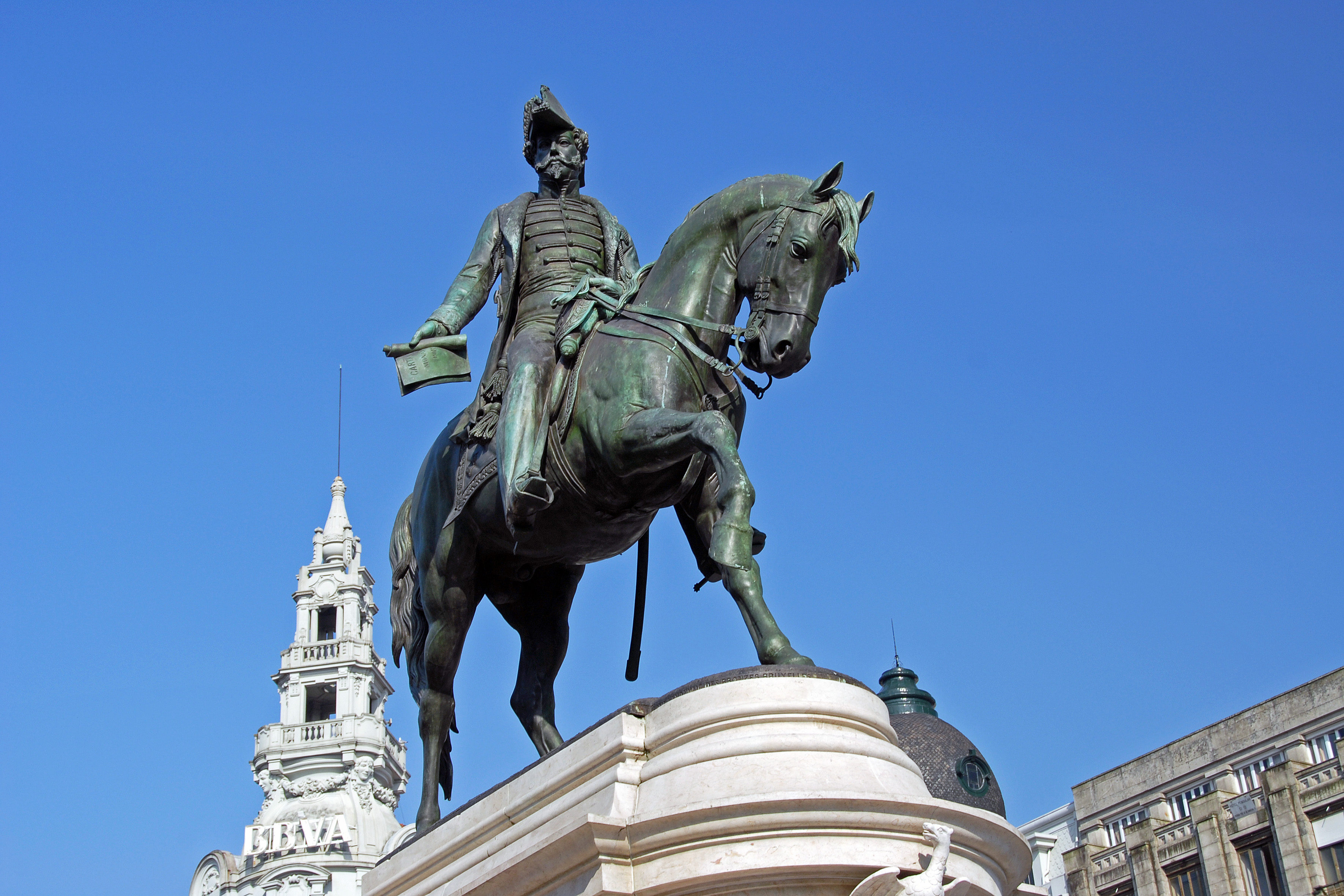
Памятник Педру IV (Порту) на площади Свободы в Порту, Португалия

Британец Джон Армитаж, живший в Бразилии во второй половине правления Педру, заметил, что даже его ошибки считались приносящими пользу, благодаря их влиянию на дела метрополии. Но по мнению Армитажа, если бы император управлял с ещё большей мудростью, то это стало бы более ощутимой победой для страны, но, возможно, «неудачей для всего человечества». Он добавляет, что как и покойный император Франции, Педру I был «дитём страшной судьбы» или, скорее, оружием в руках «всевидящего и благодетельного Провидения», данного ему для достижения великих и непостижимых для обычного человека целей. По словам Армитажа, как в Старом, так и в Новом Свете ему было суждено стать орудием революций и перед завершением своей блестящей, но эфемерной карьеры на земле своих отцов, полностью искупить ошибки и безрассудность своей прежней жизни с по настоящему рыцарской преданностью.
В 1972 году, в 150-ю годовщину независимости Бразилии, останки Педру (за исключением отдельно захороненного сердца) были с большой помпезностью и высокими почестями перевезены в Бразилию, как он и просил в своём завещании. Они были повторно захоронены в Памятнике независимости в Сан-Паулу вместе с останками Марии Леопольдины и Марии Амелии. Спустя 11 лет Нил Маколей в биографии императора отметил, что дон Педру никогда не давал замалчивать свою критику. Напротив, она всегда была ярко выражена и часто яростна, и именно эта критика побудила его отречься от престола двух государств. По словам Маколея, терпимость Педру к критике и способность пойти навстречу тем, кто её излагал, отличали императора от других правителей эпохи абсолютизма.

## Титулы и награды

### Титулы
- 12 октября 1798 — 11 июня 1801 года — Sua Alteza, o Sereníssimo Infante D. Pedro, Grão Prior de Crato (Его Высочество, безмятежный инфант Дон Педро, великий приор Крато[порт.])[200];
- 11 июня 1801 — 20 марта 1816 года — Sua Alteza Real, o Príncipe da Beira (Его Королевское Высочество, принц Бейра)[200];
- 20 марта 1816 — 9 января 1817 года — Sua Alteza Real, o Príncipe do Brasil (Его Королевское Высочество, принц Бразилии)[200];
- 9 января 1817 — 10 марта 1826 года —  Sua Alteza Real, o Príncipe Real do Reino Unido de Portugal, Brasil e Algarves (Его Королевское Высочество, наследный принц Соединённого Королевства Португалии, Бразилии и Алгарве)[200];
- 12 октября 1822 — 7 апреля 1831 года — Sua Majestade Imperial, o Imperador Constitucional e Defensor Perpétuo do Brasil (Его Императорское Величество, Конституционный император и вечный защитник Бразилии)[201];
- 10 марта 1826 — 2 мая 1826 года — Sua Majestade Fidelíssima, D. Pedro IV, Rei de Portugal e Algarves, d’Aquém e d’Além-Mar em África, Senhor da Guiné e da Conquista, Navegação e Comércio da Etiópia, Arábia, Pérsia e Índia, etc. (Его Верное Величество[порт.], Дон Педру IV, король Португалии и Алгарве, по обе стороны моря в Африке, владыка Гвинеи, завоевателей, мореплавателей и торговцев Эфиопии, Аравии, Персии, Индии, etc)[202];
- 15 июня 1831 — 24 сентября 1834 года — Sua Majestade Imperial e Real, o Duque de Bragança (Его Императорское и Королевское Величество, герцог Браганса)[200].

### Дворянские
Как наследник португальской короны:
- Герцог Браганса;
- Герцог Барселуш;
- Герцог Гимарайнш;
- Маркиз Вила Висосу[англ.];
- Граф Орен;
- Граф Барселуш[англ.];
- Граф Фарии и Нейвы[англ.];
- Граф де Аррайолуш.

### Награды
Бразильские:
- Бразильский Орден Христа[порт.];
- Бразильский Ависский орден[порт.];
- Бразильский Орден Сантьяго[порт.];
- Орден Южного Креста;
- Орден Педру I;
- Императорский орден Розы.

Португальские:
- Орден Христа;
- Ависский орден;
- Орден Сантьяго;
- Орден Башни и Меча;
- Орден Непорочного зачатия Девы Марии Вила-Висозской.

20 сентября 1834 года, за возвращение Португалии дочери присуждён Большой крест Португальского Ордена Башни и Меча, Доблести, Верности и Заслуги.
Иностранные:
- Орден Золотого руна;
- Орден Карлоса III;
- Орден Изабеллы Католической;
- Орден Святого Людовика;
- Орден Святого Михаила;
- Орден Почётного легиона;
- Орден Святого Михаила;
- Орден Святого Губерта;
- Орден Нидерландского льва;
- Королевский венгерский орден Святого Стефана;
- Орден Святого Андрея Первозванного[206].

## Семья и дети
13 мая 1817 года Педру вступил в брак по доверенности с Марией Леопольдиной. 5 декабря она прибыла в Бразилию, а на следующий день состоялась брачная месса. У пары родилось семь детей.
- Мария II (4 апреля 1819 — 15 ноября 1853) — королева Португалии из династии Браганса с 1826 по 1828 и с 1834 по 1853 годы. В первый раз вышла замуж за Огюста Богарне, 2-го герцога Лейхтенбергского, который скончался через 5 месяцев после заключения брака. Второй супруг — принц Фердинанд Саксен-Кобургский и Готский, после рождения их первого ребёнка принявший титул короля Португалии Фернанду II. В этом браке родилось 11 детей. До принятия закона № 91 от 30 октября 1835 года Мария была предполагаемой наследницей своего брата, императора Педру II, однако позже лишилась своих прав[207].
- Мигел (26 апреля 1820) — принц Бейра, скончался в первый день после рождения[136].
- Жуан Карлуш[порт.] (6 марта 1821 — 3 февраля 1822) — принц Бейра, скончался вскоре после рождения[136].
- Жануария (11 марта 1822 — 13 марта 1901) — принцесса Португалии, официально признана инфантой 4 июня 1822 года, однако в дальнейшем исключена из линии наследования в связи с провозглашением независимости Бразилии[208]. Была замужем за Луиджи Бурбон-Сицилийским, графом Акуила, сыном Франциска I, короля обеих Сицилий[209].
- Паула (17 февраля 1823 — 16 января 1833) — принцесса Бразилии, исключённая из линии наследования Португальского королевства[210]. Умерла в возрасте 9 лет, вероятно, от менингита[211].
- Франсишка (2 августа 1824 — 27 марта 1898) — принцесса Бразилии, исключённая из линии наследования Португальского королевства. Была замужем за Франсуа Орлеанским, принцем де Жуанвиль, сыном короля Франции Луи-Филиппа I. В браке родилось трое детей[212].
- Педру II (18 декабря 1825 — 5 декабря 1891) — наследник отца, император Бразилии с 1831 по 1889 год. Женат на Терезе Кристине, дочери Франсиска I, короля обеих Сицилий. От этого брака родилось трое детей. Будучи рождённым в Бразилии, он был исключён из линии престолонаследия Португальского королевства и не был провозглашён королем Португалии после отречения своего отца[213].

17 октября 1829 года Педру женился на Амелии (1812—1873), дочери Евгения Богарне, герцога Лейхтенбергского. В браке родилась единственная дочь:
- Мария Амелия (1 декабря 1831 — 4 февраля 1853) — родилась незадолго до смерти отца и через несколько месяцев после его окончательного отречения как от престола Бразилии, так и от престола Португалии и никогда не была наследницей престола этих стран. Всю жизнь прожила в Европе и никогда не была в Бразилии. Была обручена с эрцгерцогом Максимилианом, который впоследствии стал императором Мексики под именем Максимилиан I, однако скончалась до замужества[215].

### Любовницы и бастарды
От нескольких связей на стороне у Педру I родилось не менее шести признанных детей. Четыре из них были от Домитилы де Кастро (1797—1867), и по одному от Марии Бенедиты (1792—1857) и Генриеты Жозефины Клеменц:
- Изабелла Мария Бразильская (23 мая 1824 — 3 ноября 1898) — единственный официально узаконенный внебрачный ребёнок Педру I. 24 мая 1826 года она получила почётный титул герцогини Гояской и стала именоваться почётным титулом «дона»[217]. Она была первым человеком, который получил герцогский титул в Бразильской империи[218]. Но эти почести всё же не сделали её принцессой и официальной наследницей отца. По завещанию Педру I ей перешла часть его имения[219]. 17 апреля 1843 года она вступила в брак с иностранным подданным Эрнестом Фишером фон Тройбергом[порт.], графом Тройбергским, потеряв все привилегии[220].
- Педру ди Алкантара (7 декабря 1825 — 27 декабря 1825) — сын Педру, скончавшийся менее чем через месяц после рождения. Возможно, мог стать герцогом Сан-Паулу[221].
- Мария Изабелла ди Алкантара (13 августа 1827 — 25 октября 1828) — дочь Педру, не прожившая двух лет. Вероятно, могла получить титул герцогини Сеары и почётный титул доны, что не было реализовано из-за ранней смерти ребёнка, однако во многих источниках, в том числе в похоронной книге, она называется именно так[222].
- Мария Изабелла ди Алкантара 2-я[порт.] (28 февраля 1830 — 13 сентября 1896) — графиня Игуасу, в 1848 году вышла замуж за Педру Кальдейру Бранта, сына Фелисберту Кальдейру Бранта[порт.], маркиза Барбасены. Отец никогда не давал ей титулов из-за его брака с Амелией. Однако Педру I признал её своей дочерью в завещании, но не дал ей доли имущества, лишь удовлетворив просьбу её матери о том, чтобы она воспитывалась его вдовой вместе с братьями и сёстрами[222].
- Родригу Делфим Перейра[порт.] (4 ноября 1823 — 31 января 1891) — признан сыном Педру в его завещании, получил по нему часть имущества[219]. Работал у Педру II послом и большую часть жизни провёл в Европе[223].
- Педру ди Алкантара (28 августа 1829—1902) — признан сыном Педру в его завещании, получил по нему часть имущества[219]. В течение более чем тридцати лет он проработал в коммерческих организациях США и был консулом Франции[224]. Супругой Педру ди Алкантара была Мария Паломарес. В семье родилось четверо детей, одним из которых был американский художник из Калифорнии Эрнест де Сессе[англ.], основатель музея своего имени[225].